# Gimme a Break!
Gimme a Break! is een Amerikaanse komedieserie. Hiervan werden 137 afleveringen gemaakt die oorspronkelijk van 29 oktober 1981 tot en met 12 mei 1987 werden uitgezonden op NBC. Actrice Nell Carter werd voor haar hoofdrol als Nell Harper in zowel 1983 als 1985 genomineerd voor een Golden Globe en in zowel 1982 als 1983 voor een Primetime Emmy Award.

## Uitgangspunt
Wanneer Margaret Kanisky overlijdt aan kanker, neemt haar vriendin en zangeres Nell Harper de zorg voor haar weduwnaar en hun kinderen op zich. Hierdoor wordt ze een onmisbare kracht in het huishouden van politiechef Carl Kanisky's en tevens een surrogaatmoeder voor zijn en Margarets dochters: de seksueel losbandige Katie, de intelligente Julie en de jongensachtige Sam. Carl en Nell besluiten samen ook de kleine oplichter Joey Donovan als pleegzoon in huis te nemen.

## Rolverdeling
Alleen acteurs die verschenen in meer dan tien afleveringen zijn vermeld
- Nell Carter - Nellie Ruth 'Nell' Harper
- Dolph Sweet - Carl Kanisky
- Kari Michaelsen - Katie Kanisky
- Lauri Hendler - Julie Kanisky
- Lara Jill Miller - Samantha 'Sam' Kanisky
- Joseph Lawrence - Joey Donovan
- John Hoyt - Stanley Kanisky, Carls vader
- Telma Hopkins - Addy Wilson, Nells vriendin
- Howard Morton - Ralph Simpson, Carls ondergeschikte bij de politie
- Matthew Lawrence - Matthew Donovan, Joeys jongere broer
- Jonathan Silverman - Jonathan Maxwell
- Rosetta LeNoire - Maybelle 'Mama' Harper
- Rosie O'Donnell - Maggie O'Brien

## Wetenswaardigheden
- Hoofdrolspeler Dolph Sweet overleed drie dagen voor de uitzending van de slotaflevering van seizoen vier. Met ingang van seizoen vijf was zijn personage Carl Kanisky daarom ook verhaaltechnisch overleden.
- In seizoen zes verschijnt Matthew Lawrence als Matthew, de jongere broer van Joey (Joseph Lawrence). De twee zijn in realiteit ook broers.